# Симбирска митрополија
Симбирска митрополија (рус. Симбирская митрополия) митрополија је Руске православне цркве.
Образована је одлуком Светог синода од 26. јула 2012, а налази се у оквиру граница Уљановске области. У њеном саставу се налазе три епархије: Симбирска, Баришка и Мелекеска.